# Супертуризм
Супертуризм (также Супертуринг и Класс 2) — выпущенные ФИА в 1994 г. правила для национальных кузовных чемпионатов (вместо правил Группы А) на основе формулы выработанной в британскoм Туринге (BTCC) в 1990 г. Также встречается расширительное толкование понятия Супертуринг, обозначающее гоночную категорию, объединяющую доработанные серийные легковые автомобили, то есть прежние Группу 2, Группу A, Супертуризм, V8 Supercars.
Необходимость новых правил на смену Группе А стала очевидной в первой половине 90-х гг., когда многие кузовные чемпионаты испытали скандалы, связанные с ростом расходов, доминированием заводских команд и их политическими играми, связанными с требованиями предпочтительного для себя регламента с угрозой покинуть чемпионат в случае отказа. В 1993 г. Ауди и БМВ покинули ДТМ после введения правил Класса 1, по которым они попали в технически более отсталый Класс 2. В следующем году они организовали новый чемпионат по правилам Супертуринга.

## Техника

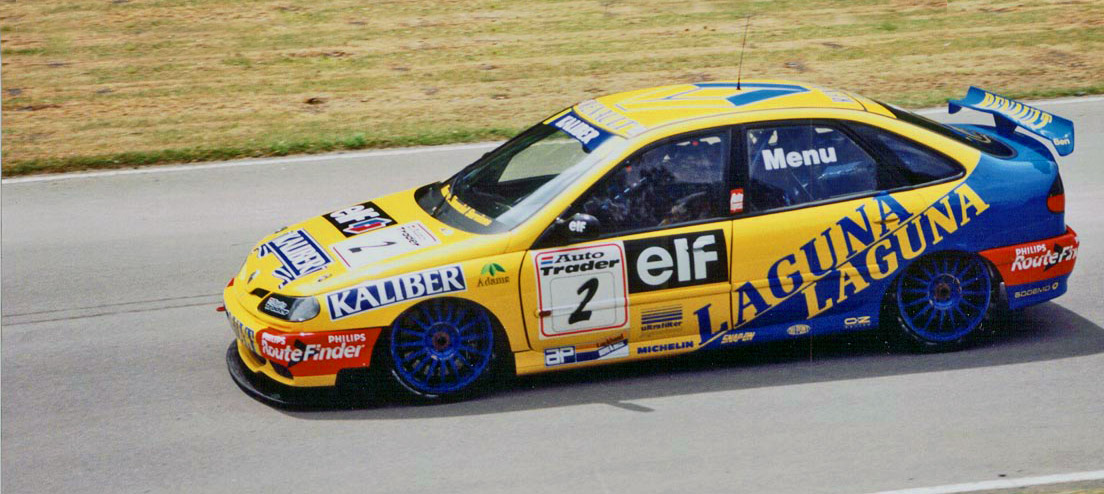
Renault Laguna Алана Меню построена по правилам Супертуринга в BTCC в 1996 г.

Автомобили, допущенные по правилам Супертуринга, должны были иметь длину не менее 4,2 м, не менее 4-х дверей (попадать в категорию малых семейных автомобилей). Они должны были иметь безнаддувные двигатели рабочим объёмом не более 2-х литров и числом цилиндров не более 6. Мощность могла подаваться на обе оси, но только одна ось могла управляться. Для омологации необходимо было произвести не менее 2500 машин, но в 1995 г., ввиду большого роста числа желающих участвовать требования к минимальной партии были увеличены до 25 000 машин.
До 1993 г., когда правила использовались лишь в BTCC, ограничений на число дверей не было. До сезона 1995 г. разрешалось использование спойлеров, доступных у дилеров. Но в сезоне BTCC 1994 г. Альфа Ромео представила новый аэропакет, включавший новый передний спойлер, которой при другой установке мог играть роль сплиттера, а также заднее крыло, к которому предлагались добавочные секции. Это давало большую аэродинамическую эффективность и Альфа Ромео выиграли первые 5 этапов, после чего Форд и Воксхолл направили протест, в ответ на который стюарды разрешили им сделать свои спойлеры, которые, однако, были запрещены организаторами, TOCA. Также они решили ограничить использование и спойлеров Альфа Ромео и лишили её очков за этапы в Снеттертоне и Сильверстоуне, однако после апелляции вернули. Тогда же ФИА изменило правила для всех машин данной категории, разрешив использование несерийных аэродинамических элементов лишь серьёзно ограничив их размеры, в зависимости от типа кузова. В итоге Вольво со своим универсалом 850 Эстейт решила уйти, сочтя новые правила неподходящими, тогда как в Итальянском Супертуринге широкие спойлеры использовались свободно.
Также Альфа Ромео омологировала минимальную партию, 2500 машин, с более высокими оборотами, что давало прибавку в мощности их 1,8 л двигателю. Так же поступили и с другими машинами.
Также некоторые чемпионаты меняли правила под нажимом зрителей и по примеру других серий. Так, например, в Японском туринге увеличили ширину корпуса, сохранив передние спойлеры, когда ввиду ухода Ниссана из-за финансовых проблем, и Хонды связи с её занятостью в Ф1 и японском чемпионате ГТ Тойота осталась единственным производителем, с моделями Корона EXIV и Чейзер. Однако в 1999 г. ушла и онав JGTC, несмотря на новые правила, допускавшие фактически силуэты.
В Австралии новые правила были приняты 1993 г., когда правила Группы А были заменены на V8 Supercars и Супертуризм. После того как V8 Supercars обзавелась отдельной управляющей структурой и телевизионным освещением, они вошла в конфликт с руководством гонки в Батерсте. В результате им было предложено проводить свою гонку после гонки организаторов (по правилам Супертуринга), под названием Australia 1000 Classic. Однако уже третья гонка по правилам Супертуринга, не выдержавшего соревнования с V8 Supercars, была преобразована в фестиваль с участием нескольких автоспортивных классов, и гонкой Супертуринга всего в 500 км, после чего осталась только одна 1000 км гонка в Батерсте, проводимая в рамках V8 Supercars.
За время гонок в классе Супертуринг погибли два гонщика — в 1995 г. Грег Хэнсфорд в Филипп Айленде и Кит д’Ор в АФУСе погибли от перелома шеи, вызванного ударом в водительскую дверь. После этого все автомобили в обязательном порядке стали оснащаться внутренним каркасом безопасности.
На протяжении всей истории действия правил Супертуринга стоимость машин постоянно росла. Если в начале 90-х гг. стоимость подготовленного Opel Cavalier составляла около 60 тыс. £, то в конце 90-х гг. стоимость оснащенной машины выросла до 250 тыс. £.
Категорию Супертуринг сменила S2000, в основе которой дорожные 4-дверные автомобили с 2-литровыми двигателями и минимальными переделками, например более широкими колесными арками, придающими автомобилям более внушительный вид. Правила S2000 распространились широко, ввиду меньшей стоимости автомобиля, и используются как заводскими, так и частными командами в WTCC и национальных чемпионатах.

## Чемпионаты, использовавшие правила Супертуринга
- Portuguese Velocity Championship 1994-
- Procar, Belgium
- Чемпионат Южной Америки по супертуризму
- Чемпионат Центральной Европы по супертуризму
- Новозеландский кузовной чемпионат, New Zealand
- Чемпионат Сербии по супертуризму, Serbia